# 鬼一法眼三略巻
鬼一法眼三略巻(きいちほうげんさんりゃくのまき)は和田文耕堂，長谷川千四共作の五段の時代物浄瑠璃。義経記に取材し、武蔵坊弁慶の誕生から源義経との出会いまでを描く。享保16年（1731）竹本座初演。源義経が鬼一法眼の娘と通じて伝家の兵書『六韜(りくとう)三略』を盗み学んだというエピソードを描く三段目「菊畑」、一条長成を主人公とする四段目「一条大蔵譚」（一条大蔵卿）、義経と弁慶との出会いを描く五段目「五条橋」などが上演される。